# Љубавни живот Будимира Трајковића
Љубавни живот Будимира Трајковића је југословенски филм снимљен 1977. године у режији Дејана Караклајића.

## Радња
Породица Трајковић гради мостове. То је чинио деда, затим син, а очекује се и од унука Будимира. За њега су, међутим, мостови проклетство, јер се породица стално сели од места до места, што омета његов љубавни живот, који већ воде његови другови. У једном покушају породице да се скраси, момчић доживљава, први пут, потпуну љубав која му помаже да сасвим одрасте и донесе одлуку када се пред породицом Трајковић појави следећи мост.

## Улоге
| Глумац                   | Улога                                  |
| ------------------------ | -------------------------------------- |
| Предраг Болпачић         | Будимир Трајковић/ глас Ирфан Менсур   |
| Марина Немет             | Мирјана                                |
| Андреја Маричић          | Звонко Михајловић/ глас Драган Николић |
| Љубиша Самарџић          | Војислав Трајковић                     |
| Милена Дравић            | Лепа Трајковић                         |
| Мића Томић               | деда                                   |
| Цвијета Месић            | Вукица                                 |
| Неда Арнерић             | девојка                                |
| Добрила Стојнић          | Босиљка                                |
| Слободан Алигрудић       | директор                               |
| Бранко Цвејић            | професор музичког                      |
| Велимир Бата Живојиновић | Милорад, возач ГСП                     |
| Љубо Шкиљевић            | Избацивач ћита (као Љуба Шкиљевић)     |
| Жарко Бајић              |                                        |

## Награде
Филм је 1977. године добио награду за најбољи сценарио на Фестивалу филмског сценарија у Врњачкој Бањи.